# 内吸磷
内吸磷（商品名有Systox等），化学式C
8H
19O
3PS
2，为两种硫代磷酸酯内吸磷-S、内吸磷-O的混合物，常温常压下为琥珀色油状液体，有硫磺味。内吸磷曾被用作杀虫剂，但由于对人体毒性相对较高，现已基本停用，并被美国环境保护局（EPA）列入极度危险物质列表。